# Jinshan (Nowe Tajpej)
Jinshan (chiń. upr. 金山区; chiń. trad. 金山區; pinyin Jīnshān qū; Wade-Giles Chin-shan ch’ü; pe̍h-ōe-jī Kim-san-khu) – dzielnica (chiń. 區, qū) miasta wydzielonego Nowe Tajpej na Tajwanie. Znajduje się w północnej części miasta. 
23 czerwca 2009 komitet przy Ministrze Spraw Wewnętrznych Republiki Chińskiej zarekomendował przekształcenie dotychczasowego powiatu Tajpej (chiń. trad. 臺北縣; pinyin Taibei xiàn) w miasto wydzielone; wszystkie gminy wiejskie (chiń. 鄉, xiāng), jak Jinshan, gminy miejskie i miasta wchodzące w skład powiatu zostały przekształcone w dzielnice  (chiń. 區, qū). Ustawa weszła w życie 25 grudnia 2010 roku.
Populacja dzielnicy Jinshan w 2016 roku liczyła 22 207 mieszkańców – 11 238 kobiet i 10 969 mężczyzn. Liczba gospodarstw domowych wynosiła 7078, co oznacza, że w jednym gospodarstwie zamieszkiwało średnio 3,14 osób.

## Demografia (2010–2016)
| Rok  | Liczba ludności | Gęstość zaludnienia | Kobiety | Mężczyźni | Gospodarstwa domowe |
| ---- | --------------- | ------------------- | ------- | --------- | ------------------- |
| 2010 | 22 380          | 454                 | 11 133  | 11 247    | 6695                |
| 2011 | 22 447          | 456                 | 11 229  | 11 218    | 6808                |
| 2012 | 22 486          | 456                 | 11 283  | 11 203    | 6910                |
| 2013 | 22 392          | 454                 | 11 260  | 11 132    | 6934                |
| 2014 | 22 400          | 455                 | 11 301  | 11 099    | 7003                |
| 2015 | 22 260          | 452                 | 11 236  | 11 024    | 7024                |
| 2016 | 22 207          | 451                 | 11 238  | 10 969    | 7078                |